# Janvry (Marne)
Janvry é uma comuna francesa na região administrativa de Grande Leste, no departamento de Marne. Estende-se por uma área de 1,94 km². Em 2010 a comuna tinha 130 habitantes (densidade: 67 hab./km²).